# InfoWorld
InfoWorld (afgekort IW) is een Amerikaans mediabedrijf dat actief is in de informatietechnologie. Het werd opgericht in 1978 als een maandblad maar gaat sinds 2007 uitsluitend verder als website. InfoWorld is onderdeel van IDG, dat ook de zusterpublicaties Macworld en PC World uitgeeft. Het bedrijf is gevestigd in San Francisco en heeft medewerkers verspreid over de hele VS.

## Geschiedenis
Het tijdschrift werd in 1978 opgericht door Jim Warren als The Intelligent Machines Journal (IMJ). Eind 1979 werd het verkocht aan IDG en op 18 februari 1980 veranderde de naam van het tijdschrift in InfoWorld.
Tot en met 15 juni 1987 werd InfoWorld uitgegeven door Popular Computing, een dochteronderneming van CW Communications. Sindsdien wordt het uitgegeven door InfoWorld Publishing, een dochteronderneming van IDG Communications.
Ethernet-uitvinder Robert Metcalfe was CEO en uitgever van 1991 tot 1996, en had tot 2000 een wekelijkse column. Het laatste gedrukte nummer, voordat het tijdschrift de overstap maakte naar een uitsluitend webgebaseerde versie, dateert van 2 april 2007.
Als webgebaseerde publicatie heeft InfoWorld een verschuiving gekend van algemeen beschikbare nieuwsverhalen naar how-to informatie, analyses en redactionele inhoud die samengesteld wordt door een mix van ervaren technologiejournalisten en experten uit het veld. De site heeft gemiddeld 4,6 miljoen hits per maand en 1,1 miljoen unieke bezoeken.